# Reetzer Bach
Der Reetzer Bach ist ein gut dreieinhalb Kilometer langer linker und nordöstlicher Zufluss der Ahr im nordrhein-westfälischen Kreis Euskirchen.

## Geographie

### Verlauf
Der Reetzer Bach entspringt auf einer Höhe von etwa 509 m ü. NHN einer intermittierenden Quelle in der Wiesenflur Am Keespütz knapp achthundert Meter nördlich von Blankenheimer Ortsteil Reetz, nur 35 m westlich der K 41, welche ihn bis zu seiner Mündung begleiten wird. Er fließt zunächst stark begradigt durch Grünland in Richtung Süden und erreicht den Nordrand von Reetz. Ab dort führt er ganzjährig Wasser. Er passiert die Ortschaft und wird am Südrand des Ortes auf seiner rechten Seite von einem Zulauf gespeist. Kurz darauf erhält er auf der anderen Seite durch zwei Zuflüsse weitere Verstärkung. Er läuft nun in südwestlicher Richtung an einer Kläranlage vorbei. Gut einen halben Kilometer bachabwärts fließt ihn auf seiner rechten Seite der Rothsiefen zu. Der Reetzer Bach fließt nun wieder mehr südwärts durch Wiesen und Wälder und mündet schließlich südlich der Reetzer Mühle  auf einer Höhe von etwa 392 m ü. NHN von links in die Ahr.
Der Reetzer Bach durchfließt das Naturschutzgebiet Obere Ahr mit Mühlheimer Bach, Reetzer Bach und Mühlenbachsystem.

### Zuflüsse
- Rothsiefen (rechts)